# Iris Bombet Franco
Iris Bombet Franco (Montevideo, 1 de mayo de 1929-2 de enero de 2014) fue una docente, escritora y poetisa uruguaya.

## Biografía
Hija del tenor y actor Juan Bombet Bori, quien le impulsó la vocación artística.
Integrada al Instituto de Cultura Uruguayo-Brasileño, aprende a declamar en español y portugués. Con Héctor Gandós participa como actriz en el Teatro de la Ciudad de Montevideo. Funda la Escuela Infantil de Iniciación Artística y el Grupo de Teatro Infantil “La Calesita”. Organizó festivales para niños en el marco de la Asociación Uruguaya de Protección a la Infancia. Realiza numerosos espectáculos de declamación poética.
Fue elegida presidenta del Ateneo Rioplatense Filial Uruguay y de la Asociación Uruguaya de Escritores.

## Obras
- De pie frente al silencio (1970).
- «Cuadernos del Boston», serie sobre los barrios de Montevideo, 1990-1993, en colaboración con Fernando O. Assunção:
  - 1. La Ciudad Vieja,
  - 2. La Aguada,
  - 3. La Unión,
  - 4. Pocitos,
  - 5. 18 de Julio,
  - 6. Colón.